# Гейне, Эдуард
Генрих Эдуард Гейне (нем. Heinrich Eduard Heine; 15 марта 1821, Берлин, Германия — 21 октября 1881, Галле, Германия) — немецкий математик, профессор. Ученик Дирихле.

## Биография
Изучал математику в Гёттингенском университете, Берлинском университете и в Альбертине в Кёнигсберге, был профессором математики в Бонне и в Галле. Работая в Галле, он занимался преимущественно теорией потенциала, теорией функций и дифференциальными уравнениями.
Умер 21 октября 1881 года. Похоронен в Галле.
Его именем названы теорема Кантора — Гейне, теорема Гейне — Бореля, определение предела функции по Гейне.